# Riga FC

Rigas futbola klubs (også kendt som Riga FC) er en fodboldklub fra Letland. Klubben spiller i den bedste lettiske liga Virslīga og har hjemmebane på Skonto stadions i byen Riga.

## Historie
Klubben blev stiftet i 2015.

## Titler
- Lettiske mesterskaber (3): 2018, 2019 og 2020.[1]
- Lettiske pokalturnering (2): 2018 og 2023.

## Historiske slutplaceringer
| Sæson | Niveau | Liga     | Placering | Kilde  |
| ----- | ------ | -------- | --------- | ------ |
| 2016  | 1.     | Virslīga | 5.        | [ 2 ]  |
| 2017  | 1.     | Virslīga | 3.        | [ 3 ]  |
| 2018  | 1.     | Virslīga | 1.        | [ 4 ]  |
| 2019  | 1.     | Virslīga | 1.        | [ 5 ]  |
| 2020  | 1.     | Virslīga | 1.        | [ 6 ]  |
| 2021  | 1.     | Virslīga | 4.        | [ 7 ]  |
| 2022  | 1.     | Virslīga | 2.        | [ 8 ]  |
| 2023  | 1.     | Virslīga | 2.        | [ 9 ]  |
| 2024  | 1.     | Virslīga | 2.        | [ 10 ] |

## Klubfarver
| Riga FC | Riga FC |

## Førsteholdstruppen

### Nuværende spillertrup 2025
| Nr. | Land       | Position | Spiller                 |
| --- | ---------- | -------- | ----------------------- |
| 1   | Letland    | MM       | Krisjanis Zviedris      |
| 3   | Senegal    | FO       | Mouhamed El Bachir Ngom |
| 4   | Costa Rica | MI       | Orlando Galo            |
| 10  | Brasilien  | AN       | Reginaldo Ramires       |
| 11  | Spanien    | MI       | Brian Peña              |
| 7   | Letland    | AN       | Eduards Daskevics       |
| 8   | Brasilien  | MI       | Iago Siqueira (anfører) |
| 9   | Costa Rica | AN       | Anthony Contreras       |
| 22  | Senegal    | AN       | Meïssa Diop             |
| 18  | Letland    | AN       | Marko Regza             |
| 14  | Brasilien  | FO       | Paulo Eduardo           |
| 12  | Letland    | MM       | Kristaps Zommers        |
| 13  | Letland    | FO       | Raivis Jurkovskis       |
| 15  | Nigeria    | MI       | Hussaini Ibrahim        |
| 16  | Letland    | MM       | Nils Purins             |

| Nr. | Land                        | Position | Spiller                      |
| --- | --------------------------- | -------- | ---------------------------- |
| 20  | Peru                        | AN       | Joao Grimaldo                |
| 23  | Letland                     | FO       | Maksims Tonisevs             |
| 21  | Ghana                       | FO       | Baba Musah                   |
| 25  | Demokratiske Republik Congo | FO       | Ngonda Muzinga               |
| 28  | Letland                     | MI       | Ratmirs Trifonovs            |
| 29  | Ukraine                     | AN       | Nazar Prudchenko             |
| 34  | Letland                     | FO       | Antonijs Černomordijs (kap.) |
| 77  | Demokratiske Republik Congo | MI       | Gauthier Mankenda            |
| 35  | Argentina                   | FO       | Iván Erquiaga                |
| 99  | Brasilien                   | MI       | Jackson Kenio                |
| 40  | Ghana                       | MI       | Ahmed Ankrah                 |